# Arteveldetoren
Der Arteveldetoren (offiziell: KBC Arteveldetoren) ist ein Hochhaus in der belgischen Stadt Gent. Der Turm ist mit seinen 118,5 Metern das höchste Gebäude in Gent und das höchste Hochhaus in der Flämischen Region. Es ist der regionale Hauptsitz der KBC. Das Gebäude wurde am 20. April 2012 offiziell eingeweiht.

## Geschichte
Das Projekt erhielt den temporären Namen MG-Tower. Die Buchstaben stehen für die Initialen der Namen der beiden Kinder des Entwicklers, Margaux und Guillaume. Im Dezember 2010 erhielt der Turm seinen endgültigen Namen, KBC Arteveldetoren. Die KBC Bank bildet dabei den ersten Teil des Namens, der aus Gent stammende Jacob van Artevelde den zweiten Teil.
Der Spatenstich erfolgte im März 2010, der höchste Punkt des Gebäudes wurde Anfang Juli 2011 erreicht. Der Turm ist 118,5 Meter hoch, hat 27 Etagen und 20.800 Quadratmeter Bürofläche.
Der Arteveldetoren ist das symbolische Tor zum neuen The Loop-Project. An Stelle des alten Flughafens Sint-Denijs-Westrem soll ein belebtes Viertel errichtet werden. Er steht im Genter Stadtteil Sint-Denijs-Westrem, in der Nähe der Ausfahrt der E40, der B402, dem Kortrijksesteenweg und des Messegeländes der Flanders Expo.